# FIS Cup kobiet w skokach narciarskich 2019/2020
FIS Cup kobiet w skokach narciarskich 2019/2020 – ósmy sezon tego cyklu w historii jego rozgrywania. Rozpoczął się konkursem w Szczyrku 6 lipca 2019, a zakończył w austriackim Villach 16 lutego 2020.
Tytułu z poprzedniego sezonu broniła Rumunka Daniela Haralambie.
Zaplanowane na początek grudnia zawody w Park City zostały odwołane oraz zastąpione konkursami w Libercu w dniach 1–2 lutego. Te z powodu braku śniegu zostały początkowo przeniesione na 22–23 lutego, a następnie odwołane.
W konkursach w Rastbüchl 25 i 26 stycznia wzięło udział 5 zawodniczek urodzonych w 2005 lub 2006 roku, co było niezgodne z zasadami rozgrywek, dopuszczającymi skoczkinie urodzone najpóźniej w 2004. W klasyfikacji generalnej cyklu ich wyniki nie zostały uwzględnione, a zawodniczki sklasyfikowane niżej od nich w konkursach otrzymały odpowiednio więcej punktów.

## Kalendarz zawodów
| Lp.                                                                    | Data                                                                   | Miejscowość                                                            | HS                                                                     | Uwagi                                                                  | 1. miejsce            | 2. miejsce            | 3. miejsce           |
| ---------------------------------------------------------------------- | ---------------------------------------------------------------------- | ---------------------------------------------------------------------- | ---------------------------------------------------------------------- | ---------------------------------------------------------------------- | --------------------- | --------------------- | -------------------- |
| 1.                                                                     | 6 lipca 2019                                                           | Szczyrk                                                                | HS-104                                                                 | –                                                                      | Špela Rogelj          | Karolína Indráčková   | Yūka Setō            |
| 2.                                                                     | 7 lipca 2019                                                           | Szczyrk                                                                | HS-104                                                                 | –                                                                      | Špela Rogelj          | Karolína Indráčková   | Yūka Setō            |
| 3.                                                                     | 11 lipca 2019                                                          | Szczuczyńsk                                                            | HS-99                                                                  | –                                                                      | Walentina Sdierżykowa | Kristina Prokopjewa   | Aleksandra Barancewa |
| 4.                                                                     | 12 lipca 2019                                                          | Szczuczyńsk                                                            | HS-99                                                                  | –                                                                      | Irma Machinia         | Walentina Sdierżykowa | Kristina Prokopjewa  |
| 5.                                                                     | 3 sierpnia 2019                                                        | Ljubno                                                                 | HS-94                                                                  | –                                                                      | Urša Bogataj          | Nika Križnar          | Špela Rogelj         |
| 6.                                                                     | 4 sierpnia 2019                                                        | Ljubno                                                                 | HS-94                                                                  | –                                                                      | Nika Križnar          | Urša Bogataj          | Jerneja Brecl        |
| 7.                                                                     | 24 sierpnia 2019                                                       | Râșnov                                                                 | HS-97                                                                  | –                                                                      | Daniela Haralambie    | Klára Ulrichová       | Virág Vörös          |
| 8.                                                                     | 25 sierpnia 2019                                                       | Râșnov                                                                 | HS-97                                                                  | –                                                                      | Daniela Haralambie    | Štěpánka Ptáčková     | Klára Ulrichová      |
| 9.                                                                     | 5 października 2019                                                    | Villach                                                                | HS-98                                                                  | –                                                                      | Agnes Reisch          | Julia Mühlbacher      | Sophie Sorschag      |
| 10.                                                                    | 6 października 2019                                                    | Villach                                                                | HS-98                                                                  | –                                                                      | Agnes Reisch          | Julia Mühlbacher      | Karolína Indráčková  |
| —                                                                      | 7 grudnia 2019                                                         | Park City                                                              | HS-100                                                                 | –                                                                      | odwołany              | odwołany              | odwołany             |
| —                                                                      | 8 grudnia 2019                                                         | Park City                                                              | HS-100                                                                 | –                                                                      | odwołany              | odwołany              | odwołany             |
| 11.                                                                    | 21 grudnia 2019                                                        | Oberwiesenthal                                                         | HS-105                                                                 | –                                                                      | Selina Freitag        | Klára Ulrichová       | Kinga Rajda          |
| 12.                                                                    | 22 grudnia 2019                                                        | Oberwiesenthal                                                         | HS-105                                                                 | –                                                                      | Kinga Rajda           | Klára Ulrichová       | Selina Freitag       |
| 13.                                                                    | 25 stycznia 2020                                                       | Rastbüchl                                                              | HS-78                                                                  | –                                                                      | Wang Liangyao         | Štěpánka Ptáčková     | Lara Logar           |
| 14.                                                                    | 26 stycznia 2020                                                       | Rastbüchl                                                              | HS-78                                                                  | –                                                                      | Wang Liangyao         | Lara Logar            | Elisabeth Raudaschl  |
| 15.                                                                    | 15 lutego 2020                                                         | Villach                                                                | HS-98                                                                  | –                                                                      | Yūka Setō             | Nozomi Maruyama       | Manuela Malsiner     |
| 16.                                                                    | 16 lutego 2020                                                         | Villach                                                                | HS-98                                                                  | –                                                                      | Sophie Sorschag       | Manuela Malsiner      | Štěpánka Ptáčková    |
| —                                                                      | 22 lutego 2020                                                         | Liberec                                                                | HS-100                                                                 | –                                                                      | odwołany              | odwołany              | odwołany             |
| —                                                                      | 23 lutego 2020                                                         | Liberec                                                                | HS-100                                                                 | –                                                                      | odwołany              | odwołany              | odwołany             |
| FIS Cup kobiet w skokach narciarskich 2019/2020 – klasyfikacja końcowa | FIS Cup kobiet w skokach narciarskich 2019/2020 – klasyfikacja końcowa | FIS Cup kobiet w skokach narciarskich 2019/2020 – klasyfikacja końcowa | FIS Cup kobiet w skokach narciarskich 2019/2020 – klasyfikacja końcowa | FIS Cup kobiet w skokach narciarskich 2019/2020 – klasyfikacja końcowa | Klára Ulrichová       | Štěpánka Ptáčková     | Karolína Indráčková  |

## Statystyki indywidualne
| Zawodniczka | Szczyrk 6.07 | Szczyrk 7.07 | Szczuczyńsk 11.07 | Szczuczyńsk 12.07 | Ljubno 3.08 | Ljubno 4.08 | Râșnov 24.08 | Râșnov 25.08 | Villach 5.10 | Villach 6.10 | Oberwiesenthal 21.12 | Oberwiesenthal 22.12 | Rastbüchl 25.01 | Rastbüchl 26.01 | Villach 15.02 | Villach 16.02 |
| Austria | Austria      | Austria      | Austria           | Austria           | Austria     | Austria     | Austria      | Austria      | Austria      | Austria      | Austria              | Austria              | Austria         | Austria         | Austria       | Austria       |
| --- | ------------ | ------------ | ----------------- | ----------------- | ----------- | ----------- | ------------ | ------------ | ------------ | ------------ | -------------------- | -------------------- | --------------- | --------------- | ------------- | ------------- |
| Alina Büchel | –            | –            | –                 | –                 | –           | –           | –            | –            | –            | –            | –                    | –                    | –               | –               | 46            | 41            |
| Katharina Ellmauer | –            | –            | –                 | –                 | –           | –           | –            | –            | –            | –            | –                    | –                    | 6               | 6               | 30            | 32            |
| Julia Huber | 13           | 20           | 5                 | 6                 | 11          | 15          | –            | –            | –            | –            | 16                   | 18                   | –               | –               | 25            | 11            |
| Sophie Kothbauer | –            | –            | –                 | –                 | –           | –           | –            | –            | –            | –            | –                    | –                    | 4               | 4               | 29            | 28            |
| Vanessa Moharitsch | 16           | 24           | –                 | –                 | –           | –           | –            | –            | 11           | 16           | –                    | –                    | –               | –               | 12            | 12            |
| Julia Mühlbacher | 7            | 12           | –                 | –                 | –           | –           | –            | –            | 2            | 2            | –                    | –                    | –               | –               | 19            | 13            |
| Claudia Purker | –            | –            | –                 | –                 | 14          | 5           | –            | –            | –            | –            | –                    | –                    | –               | –               | 18            | dns           |
| Elisabeth Raudaschl | –            | –            | –                 | –                 | 18          | 26          | –            | –            | 6            | 6            | 21                   | 11                   | 5               | 3               | 13            | 7             |
| Sophie Sorschag | –            | –            | –                 | –                 | 15          | 11          | –            | –            | 3            | 4            | –                    | –                    | –               | –               | 5             | 1             |
| Hannah Wiegele | 22           | 22           | –                 | –                 | 33          | 27          | –            | –            | 8            | 7            | –                    | –                    | –               | –               | dns           | 38            |
| Chiny |              |              |                   |                   |             |             |              |              |              |              |                      |                      |                 |                 |               |               |
| Chang Xinyue | –            | –            | –                 | –                 | 36          | dns         | –            | –            | –            | –            | –                    | –                    | –               | –               | –             | –             |
| Liu Qi | –            | –            | –                 | –                 | –           | –           | –            | –            | –            | –            | –                    | –                    | –               | –               | 27            | 25            |
| Peng Qingyue | –            | –            | –                 | –                 | –           | –           | –            | –            | –            | –            | –                    | –                    | 18              | 18              | –             | –             |
| Ren Jiaojiao | –            | –            | –                 | –                 | –           | –           | –            | –            | –            | –            | –                    | –                    | 15              | 14              | 48            | 44            |
| Shao Birun | –            | –            | –                 | –                 | –           | –           | –            | –            | 21           | 23           | –                    | –                    | 11              | 10              | 49            | 42            |
| Wang Liangyao | –            | –            | –                 | –                 | –           | –           | –            | –            | 30           | 28           | –                    | –                    | 1               | 1               | 22            | 14            |
| Zhai Yujia | –            | –            | –                 | –                 | –           | –           | –            | –            | –            | –            | –                    | –                    | 16              | 15              | 54            | 52            |
| Zhou Fangyu | –            | –            | –                 | –                 | 32          | 16          | –            | –            | –            | –            | –                    | –                    | –               | –               | –             | –             |
| Czechy |              |              |                   |                   |             |             |              |              |              |              |                      |                      |                 |                 |               |               |
| Anna Černá | –            | –            | –                 | –                 | –           | –           | –            | –            | –            | –            | 41                   | dsq                  | 23              | 20              | –             | –             |
| Karolína Indráčková | 2            | 2            | –                 | –                 | –           | –           | –            | –            | 4            | 3            | 8                    | 10                   | –               | –               | 16            | 9             |
| Veronika Jenčová | 14           | 18           | –                 | –                 | –           | –           | 5            | 6            | –            | –            | 25                   | 25                   | 17              | 15              | 28            | 24            |
| Tereza Koldovská | –            | –            | –                 | –                 | –           | –           | –            | –            | –            | –            | –                    | –                    | –               | –               | 50            | 55            |
| Zdena Pešatová | 12           | 9            | –                 | –                 | –           | –           | –            | –            | –            | –            | –                    | –                    | –               | –               | 15            | 23            |
| Štěpánka Ptáčková | 4            | 11           | –                 | –                 | –           | –           | 4            | 2            | –            | –            | 303                  | dns                  | 2               | 5               | 6             | 3             |
| Karolína Sadvarová | –            | –            | –                 | –                 | –           | –           | –            | –            | –            | –            | –                    | –                    | 21              | 21              | –             | –             |
| Klára Ulrichová | 6            | 5            | –                 | –                 | 7           | 7           | 2            | 3            | 5            | 11           | 2                    | 2                    | 8               | 9               | 10            | 8             |
| Estonia |              |              |                   |                   |             |             |              |              |              |              |                      |                      |                 |                 |               |               |
| Triinu Hausenberg | –            | –            | –                 | –                 | 35          | 31          | –            | –            | –            | –            | –                    | –                    | –               | –               | –             | –             |
| Finlandia |              |              |                   |                   |             |             |              |              |              |              |                      |                      |                 |                 |               |               |
| Julia Tervahartiala | –            | –            | –                 | –                 | 31          | 36          | –            | –            | –            | –            | 12                   | 26                   | –               | –               | –             | –             |
| Gruzja |              |              |                   |                   |             |             |              |              |              |              |                      |                      |                 |                 |               |               |
| Esmeralda Gobozowa | –            | –            | –                 | –                 | –           | –           | 15           | 13           | –            | –            | –                    | –                    | –               | –               | –             | –             |
| Japonia |              |              |                   |                   |             |             |              |              |              |              |                      |                      |                 |                 |               |               |
| Machiko Kubota | –            | –            | –                 | –                 | 16          | 12          | –            | –            | –            | –            | –                    | –                    | –               | –               | –             | –             |
| Nozomi Maruyama | –            | –            | –                 | –                 | –           | –           | –            | –            | –            | –            | –                    | –                    | –               | –               | 2             | –             |
| Kaede Narita | –            | –            | 8                 | 9                 | –           | –           | –            | –            | –            | –            | –                    | –                    | –               | –               | –             | –             |
| Yūka Setō | 3            | 3            | –                 | –                 | –           | –           | –            | –            | –            | –            | –                    | –                    | –               | –               | 1             | –             |
| Kanada |              |              |                   |                   |             |             |              |              |              |              |                      |                      |                 |                 |               |               |
| Natasha Bodnarchuk | –            | –            | –                 | –                 | 9           | 18          | –            | –            | –            | –            | –                    | –                    | –               | –               | 11            | 16            |
| Natalie Eilers | –            | –            | –                 | –                 | –           | –           | –            | –            | –            | –            | –                    | –                    | –               | –               | 36            | 40            |
| Alexandria Loutitt | –            | –            | –                 | –                 | –           | –           | –            | –            | 20           | 19           | –                    | –                    | –               | –               | 14            | 15            |
| Nicole Maurer | –            | –            | –                 | –                 | 24          | 29          | –            | –            | –            | –            | –                    | –                    | –               | –               | 42            | 29            |
| Abigail Strate | –            | –            | –                 | –                 | –           | –           | –            | –            | –            | –            | –                    | –                    | –               | –               | 9             | 26            |
| Kazachstan |              |              |                   |                   |             |             |              |              |              |              |                      |                      |                 |                 |               |               |
| Dajana Piecha | –            | –            | 13                | 13                | 38          | 37          | –            | –            | –            | –            | –                    | –                    | –               | –               | dsq           | 48            |
| Walentina Sdierżykowa | –            | –            | 1                 | 2                 | –           | –           | –            | –            | –            | –            | –                    | –                    | –               | –               | –             | –             |
| Wieronika Szyszkina | –            | –            | 9                 | 5                 | –           | –           | –            | –            | –            | –            | –                    | –                    | –               | –               | –             | –             |
| Alina Tuchtajewa | –            | –            | 14                | 11                | –           | –           | –            | –            | –            | –            | –                    | –                    | –               | –               | –             | –             |
| Amina Tuchtajewa | –            | –            | 15                | 15                | –           | –           | –            | –            | –            | –            | –                    | –                    | –               | –               | –             | –             |
| Korea Południowa |              |              |                   |                   |             |             |              |              |              |              |                      |                      |                 |                 |               |               |
| Park Guy-lim | –            | –            | 7                 | 7                 | 27          | 30          | –            | –            | –            | –            | 9                    | 8                    | –               | –               | –             | –             |
| Łotwa |              |              |                   |                   |             |             |              |              |              |              |                      |                      |                 |                 |               |               |
| Estere Loreta Lācīte | –            | –            | –                 | –                 | –           | –           | dns          | –            | –            | –            | –                    | –                    | –               | –               | –             | –             |
| Elizabete Stankeviča | dns          | dns          | –                 | –                 | –           | –           | dns          | –            | –            | –            | –                    | –                    | –               | –               | –             | –             |
| Niemcy |              |              |                   |                   |             |             |              |              |              |              |                      |                      |                 |                 |               |               |
| Ronja Drax | –            | –            | –                 | –                 | –           | –           | –            | –            | –            | –            | –                    | –                    | 13              | 13              | 44            | 43            |
| Selina Freitag | –            | –            | –                 | –                 | –           | –           | –            | –            | –            | –            | 1                    | 3                    | –               | –               | –             | –             |
| Michelle Göbel | –            | –            | –                 | –                 | 22          | 13          | –            | –            | –            | –            | 19                   | 17                   | –               | –               | –             | –             |
| Anna Jäkle | 11           | 16           | –                 | –                 | –           | –           | –            | –            | –            | –            | 13                   | 21                   | –               | –               | 26            | 36            |
| Pia Lilian Kübler | 17           | 13           | –                 | –                 | –           | –           | –            | –            | –            | –            | 17                   | 13                   | –               | –               | 4             | 5             |
| Arantxa Lancho | 8            | 14           | –                 | –                 | –           | –           | –            | –            | –            | –            | –                    | –                    | –               | –               | –             | –             |
| Josephin Laue | 15           | 10           | –                 | –                 | –           | –           | –            | –            | –            | –            | 14                   | 18                   | –               | –               | 31            | 27            |
| Agnes Reisch | –            | –            | –                 | –                 | –           | –           | –            | –            | 1            | 1            | –                    | –                    | –               | –               | –             | –             |
| Amelie Thannheimer | –            |              |                   | –                 | –           | –           | –            | –            | –            | –            | –                    | –                    | 19              | 17              | –             | –             |
| Norwegia |              |              |                   |                   |             |             |              |              |              |              |                      |                      |                 |                 |               |               |
| Frida Berger | 35           | 35           | –                 | –                 | –           | –           | 17           | 17           | –            | –            | –                    | –                    | –               | –               | –             | –             |
| Gyda Westvold Hansen | 272          | 4            | –                 | –                 | –           | –           | –            | –            | –            | –            | –                    | –                    | –               | –               | –             | –             |
| Karoline Lauvsland | 30           | 31           | –                 | –                 | –           | –           | –            | –            | –            | –            | –                    | –                    | –               | –               | –             | –             |
| Mathilde Oustad | 34           | 32           | –                 | –                 | –           | –           | 11           | 11           | –            | –            | –                    | –                    | –               | –               | –             | –             |
| Polska |              |              |                   |                   |             |             |              |              |              |              |                      |                      |                 |                 |               |               |
| Marcelina Bełtowska | –            | –            | –                 | –                 | 44          | dns         | 14           | 15           | –            | –            | –                    | –                    | –               | –               | –             | –             |
| Paulina Cieślar | –            | –            | –                 | –                 | –           | –           | 10           | 10           | –            | –            | –                    | –                    | –               | –               | –             | –             |
| Joanna Kil | 29           | 28           | –                 | –                 | –           | –           | –            | –            | –            | –            | –                    | –                    | –               | –               | –             | –             |
| Nicole Konderla | 20           | 17           | –                 | –                 | 20          | 21          | –            | –            | 12           | 18           | 34                   | 32                   | –               | –               | –             | –             |
| Magdalena Pałasz | 28           | 27           | –                 | –                 | –           | –           | –            | –            | –            | –            | –                    | –                    | –               | –               | –             | –             |
| Nikola Pietraszko | 35           | 34           | –                 | –                 | –           | –           | –            | –            | –            | –            | –                    | –                    | –               | –               | –             | –             |
| Wiktoria Polanowska | –            | –            | –                 | –                 | 42          | 41          | 12           | 14           | 32           | 31           | –                    | –                    | –               | –               | –             | –             |
| Wiktoria Przybyła | –            | –            | –                 | –                 | 41          | 38          | 9            | 9            | 22           | 24           | 29                   | 29                   | –               | –               | –             | –             |
| Kinga Rajda | 9            | 7            | –                 | –                 | 8           | 8           | –            | –            | 14           | 8            | 3                    | 1                    | –               | –               | –             | –             |
| Joanna Szwab | 5            | 21           | –                 | –                 | 303         | 17          | –            | –            | 15           | 15           | 6                    | 6                    | –               | –               | –             | –             |
| Anna Twardosz | 19           | 25           | –                 | –                 | 16          | 25          | –            | –            | 13           | 14           | 7                    | 9                    | –               | –               | –             | –             |
| Rosja |              |              |                   |                   |             |             |              |              |              |              |                      |                      |                 |                 |               |               |
| Aleksandra Barancewa | –            | –            | 3                 | 8                 | –           | –           | –            | –            | –            | –            | 28                   | 23                   | –               | –               | –             | –             |
| Alina Borodina | –            | –            | 4                 | 4                 | –           | –           | –            | –            | –            | –            | 18                   | 22                   | –               | –               | –             | –             |
| Irma Machinia | –            | –            | 6                 | 1                 | –           | –           | –            | –            | –            | –            | –                    | –                    | –               | –               | –             | –             |
| Jelizawieta Mochowa | –            | –            | 11                | 10                | –           | –           | –            | –            | –            | –            | 37                   | dns                  | –               | –               | –             | –             |
| Ksienija Piskunowa | –            | –            | 10                | 14                | –           | –           | –            | –            | –            | –            | dns                  | 36                   | –               | –               | –             | –             |
| Kristina Prokopjewa | –            | –            | 2                 | 3                 | –           | –           | –            | –            | –            | –            | 26                   | 16                   | –               | –               | –             | –             |
| Anastasija Subbotina | –            | –            | –                 | –                 | –           | –           | –            | –            | –            | –            | 23                   | dsq                  | –               | –               | –             | –             |
| Anna Szpyniowa | –            | –            | –                 | –                 | –           | –           | –            | –            | –            | –            | 5                    | 5                    | –               | –               | –             | –             |
| Diana Toropczenowa | –            | –            | 16                | 16                | –           | –           | –            | –            | –            | –            | –                    | –                    | –               | –               | –             | –             |
| Rumunia |              |              |                   |                   |             |             |              |              |              |              |                      |                      |                 |                 |               |               |
| Daria Chindriș | –            | –            | –                 | –                 | 43          | 39          | 16           | 16           | 29           | 26           | 43                   | dns                  | –               | –               | –             | –             |
| Delia Folea | –            | –            | –                 | –                 | –           | –           | 17           | 18           | 31           | 29           | 36                   | 35                   | –               | –               | –             | –             |
| Daniela Haralambie | 252          | 6            | –                 | –                 | –           | –           | 1            | 1            | –            | –            | 4                    | 4                    | –               | –               | –             | –             |
| Bianca Ștefănuță | –            | –            | –                 | –                 | –           | –           | dns          | –            | –            | –            | –                    | –                    | –               | –               | –             | –             |
| Diana Trâmbițaș | 31           | 30           | –                 | –                 | 37          | 34          | 7            | 7            | 19           | 20           | 35                   | 34                   | –               | –               | –             | –             |
| Słowacja |              |              |                   |                   |             |             |              |              |              |              |                      |                      |                 |                 |               |               |
| Viktória Šidlová | 32           | 33           | –                 | –                 | –           | –           | –            | –            | –            | –            | –                    | –                    | –               | –               | –             | –             |
| Słowenia |              |              |                   |                   |             |             |              |              |              |              |                      |                      |                 |                 |               |               |
| Urša Bogataj | –            | –            | –                 | –                 | 1           | 2           | –            | –            | –            | –            | –                    | –                    | –               | –               | –             | –             |
| Jerneja Brecl | –            | –            | –                 | –                 | 13          | 3           | –            | –            | –            | –            | –                    | –                    | –               | –               | –             | –             |
| Veronika Istenič | –            | –            | –                 | –                 | –           | –           | –            | –            | 27           | 27           | –                    | –                    | –               | –               | 55            | 53            |
| Ana Jereb | –            | –            | –                 | –                 | 28          | 14          | –            | –            | 15           | 10           | 33                   | 30                   | –               | –               | 38            | 30            |
| Katra Komar | –            | –            | –                 | –                 | 5           | 4           | –            | –            | –            | –            | –                    | –                    | –               | –               | –             | –             |
| Nika Križnar | –            | –            | –                 | –                 | 2           | 1           | –            | –            | –            | –            | –                    | –                    | –               | –               | –             | –             |
| Lara Logar | 18           | 15           | –                 | –                 | 10          | 9           | –            | –            | 18           | 5            | 11                   | 12                   | 3               | 2               | 33            | 21            |
| Katja Markuta | 26           | 29           | –                 | –                 | 29          | 33          | –            | –            | 23           | 22           | 22                   | 24                   | 12              | 11              | 41            | 34            |
| Pia Mazi | 10           | 8            | –                 | –                 | 12          | 10          | –            | –            | 7            | 12           | 15                   | 14                   | 10              | 8               | 21            | 6             |
| Jerneja Repinc Zupančič | 23           | 26           | –                 | –                 | 21          | 23          | –            | –            | 9            | 13           | 10                   | 7                    | –               | –               | 8             | 4             |
| Špela Rogelj | 1            | 1            | –                 | –                 | 3           | –           | –            | –            | –            | –            | –                    | –                    | –               | –               | –             | –             |
| Silva Verbič | 21           | 19           | –                 | –                 | –           | –           | –            | –            | –            | –            | –                    | –                    | –               | –               | –             | –             |
| Nika Vetrih | 24           | 23           | –                 | –                 | 34          | 20          | –            | –            | 26           | 21           | 20                   | 20                   | 14              | dns             | 36            | 31            |
| Maja Vtič | –            | –            | –                 | –                 | 4           | –           | –            | –            | –            | –            | –                    | –                    | –               | –               | –             | –             |
| Stany Zjednoczone |              |              |                   |                   |             |             |              |              |              |              |                      |                      |                 |                 |               |               |
| Annika Belshaw | –            | –            | –                 | –                 | 19          | 24          | –            | –            | –            | –            | 24                   | 27                   | –               | –               | 32            | 37            |
| Tara Geraghty-Moats | –            | –            | –                 | –                 | –           | –           | –            | –            | –            | –            | –                    | –                    | –               | –               | 24            | 22            |
| Rachael Haerter | –            | –            | –                 | –                 | 46          | 42          | –            | –            | –            | –            | 39                   | 38                   | –               | –               | –             | –             |
| Jillian Highfill | –            | –            | –                 | –                 | 45          | 40          | –            | –            | –            | –            | 32                   | 31                   | –               | –               | 47            | 50            |
| Anna Hoffmann | –            | –            | –                 | –                 | 26          | 22          | –            | –            | –            | –            | 27                   | 28                   | –               | –               | 39            | 39            |
| Paige Jones | –            | –            | –                 | –                 | 25          | 19          | –            | –            | –            | –            | –                    | –                    | –               | –               | 45            | 33            |
| Cara Larson | –            | –            | –                 | –                 | 39          | 35          | –            | –            | 24           | 25           | 40                   | 33                   | –               | –               | –             | –             |
| Nina Lussi | –            | –            | –                 | –                 | –           | –           | –            | –            | –            | –            | –                    | –                    | –               | –               | 40            | 18            |
| Samantha Macuga | –            | –            | –                 | –                 | 40          | 32          | –            | –            | –            | –            | 38                   | 37                   | –               | –               | 56            | 54            |
| Annika Malacinski | –            | –            | –                 | –                 | –           | –           | –            | –            | –            | –            | –                    | –                    | –               | –               | 43            | 49            |
| Logan Sankey | –            | –            | –                 | –                 | 23          | 28          | –            | –            | –            | –            | –                    | –                    | –               | –               | 34            | 35            |
| Szwajcaria |              |              |                   |                   |             |             |              |              |              |              |                      |                      |                 |                 |               |               |
| Sina Arnet | –            | –            | –                 | –                 | –           | –           | –            | –            | –            | –            | –                    | –                    | 7               | 12              | –             | –             |
| Rea Kindlimann | –            | –            | –                 | –                 | –           | –           | 6            | 5            | –            | –            | –                    | –                    | –               | –               | –             | –             |
| Emely Torazza | –            | –            | –                 | –                 | –           | –           | 8            | 8            | –            | –            | –                    | –                    | –               | –               | 35            | 45            |
| Szwecja |              |              |                   |                   |             |             |              |              |              |              |                      |                      |                 |                 |               |               |
| Astrid Norstedt | –            | –            | –                 | –                 | –           | –           | –            | –            | –            | –            | 31                   | 15                   | –               | –               | 17            | 20            |
| Ukraina |              |              |                   |                   |             |             |              |              |              |              |                      |                      |                 |                 |               |               |
| Chrystyna Droniak | –            | –            | –                 | –                 | –           | –           | –            | –            | 25           | 303          | –                    | –                    | –               | –               | –             | –             |
| Witalina Herasymjuk | –            | –            | –                 | –                 | –           | –           | –            | –            | –            | –            | dns                  | dns                  | –               | –               | 53            | 51            |
| Tetiana Pyłypczuk | 33           | 36           | 12                | 12                | –           | –           | 13           | 12           | –            | –            | 42                   | 39                   | –               | –               | 52            | 47            |
| Węgry |              |              |                   |                   |             |             |              |              |              |              |                      |                      |                 |                 |               |               |
| Virág Vörös | –            | –            | –                 | –                 | 6           | 6           | 3            | 4            | 10           | 9            | –                    | –                    | –               | –               | –             | –             |
| Wielka Brytania |              |              |                   |                   |             |             |              |              |              |              |                      |                      |                 |                 |               |               |
| Mani Cooper | –            | –            | –                 | –                 | –           | –           | –            | –            | 28           | –            | –                    | –                    | –               | –               | –             | –             |
| Włochy |              |              |                   |                   |             |             |              |              |              |              |                      |                      |                 |                 |               |               |
| Martina Ambrosi | –            | –            | –                 | –                 | –           | –           | –            | –            | 17           | 17           | –                    | –                    | –               | –               | 51            | 46            |
| Jessica Malsiner | –            | –            | –                 | –                 | –           | –           | –            | –            | –            | –            | –                    | –                    | –               | –               | 7             | 10            |
| Manuela Malsiner | –            | –            | –                 | –                 | –           | –           | –            | –            | –            | –            | –                    | –                    | –               | –               | 3             | 2             |
| Greta Pinzani | –            | –            | –                 | –                 | –           | –           | –            | –            | –            | –            | –                    | –                    | 20              | 23              | –             | –             |
| Annika Sieff | –            | –            | –                 | –                 | –           | –           | –            | –            | –            | –            | –                    | –                    | –               | –               | 23            | 17            |
| Giada Tomaselli | –            | –            | –                 | –                 | –           | –           | –            | –            | –            | –            | –                    | –                    | 9               | 7               | 20            | 19            |
| Noelia Vuerich | –            | –            | –                 | –                 | –           | –           | –            | –            | –            | –            | –                    | –                    | 24              | 22              | –             | –             |
| Martina Zanitzer | –            | –            | –                 | –                 | –           | –           | –            | –            | –            | –            | –                    | –                    | 22              | 19              | –             | –             |
| Legenda |              |              |                   |                   |             |             |              |              |              |              |                      |                      |                 |                 |               |               |
| 1-3 4-30 poniżej 30 dns – Zawodniczka nie wystartowała w konkursie. dsq – Zawodniczka została zdyskwalifikowana w konkursie głównym. – – Zawodniczka niezgłoszona do konkursu. 1 – Zawodniczka zdyskwalifikowana w pierwszej serii 2 – Zawodniczka zdyskwalifikowana w drugiej serii 3 – Zawodniczka nie wystartowała w drugiej serii |              |              |                   |                   |             |             |              |              |              |              |                      |                      |                 |                 |               |               |

## Klasyfikacja generalna
Stan po zakończeniu sezonu 2019/2020
| Miejsce | Zawodnik                | Występy | Punkty |
| ------- | ----------------------- | ------- | ------ |
| 1.      | Klára Ulrichová         | 14      | 649    |
| 2.      | Štěpánka Ptáčková       | 10      | 430    |
| 3.      | Karolína Indráčková     | 8       | 372    |
| 4.      | Daniela Haralambie      | 6       | 346    |
| 5.      | Kinga Rajda             | 8       | 339    |
| 6.      | Lara Logar              | 12      | 338    |
| 7.      | Pia Mazi                | 12      | 309    |
| 8.      | Sophie Sorschag         | 6       | 295    |
| 9.      | Elisabeth Raudaschl     | 10      | 293    |
| 10.     | Špela Rogelj            | 3       | 260    |
| 11.     | Julia Mühlbacher        | 6       | 250    |
| 12.     | Virág Vörös             | 6       | 245    |
| 13.     | Wang Liangyao           | 6       | 231    |
| 14.     | Jerneja Repinc Zupančič | 10      | 224    |
| 15.     | Yūka Setō               | 3       | 220    |
| ...     |                         |         |        |